# BRG/BORG Kirchdorf
Das BRG/BORG Kirchdorf ist ein Bundesrealgymnasium und Bundesoberstufenrealgymnasium im oberösterreichischen Kirchdorf an der Krems.

## Architektur
Das Schulgebäude von den Architekten Riepl & Riepl erbaut. Durch Kunst am Bau wurden Werke von Liam Gillick eingebracht.

## Pädagogische Arbeit, Ausstattung und Angebote
Ab der dritten Klasse BRG Unterstufe werden die Fächer Französisch, Labor, Musisch-kreativ, CuM (Computer und Mathematik) und Sport als Schwerpunkt angeboten.
Ab der 6. Klasse BRG und BORG Oberstufe können die Schwerpunktfächer Text und Ton, Design, Italienisch, Russisch, Informatik, Naturwissenschaftliche Übungen und Sport im Ausmaß von 6 Wochenstunden besucht werden.
Die Schüler haben die Möglichkeit ein Schuljahr im Ausland zu verbringen, ebenso besuchen ausländische Gastschüler das BRG/BORG Kirchdorf. Gastländer waren bisher Brasilien, China, Estland und die Vereinigten Staaten (Florida, Idaho, Nebraska, New Hampshire und New York). Herkunftsländer der Gastschüler waren bisher Argentinien, Australien, Brasilien, China (Hongkong), Ecuador, Japan, Kolumbien, Rumänien, Thailand und die US-Bundesstaaten Florida, New York,  Pennsylvania und Alaska
Im Jahr 2015 wurde die Schule mit dem Österreichischen Schulpreis in der Kategorie Lesekompetenz mit dem 2. Platz ausgezeichnet.

## Auszeichnungen
- Österreichischer Bauherrenpreis 2003